# Grande Prêmio do Canadá de 1976
Resultados do Grande Prêmio do Canadá de Fórmula 1 realizado em Mosport Park à 3 de outubro de 1976. Décima quarta e antepenúltima etapa da temporada, nele o vencedor foi o britânico James Hunt.

## Resumo
O início da corrida foi atrasado em 45 minutos devido ao conserto de uma barreira de proteção danificada em evento preliminar.

## Classificação da prova
| Pos. | Nº | Piloto             | Construtor         | Voltas | Tempo/Diferença      | Grid | Pontos |
| ---- | -- | ------------------ | ------------------ | ------ | -------------------- | ---- | ------ |
| 1    | 11 | James Hunt         | McLaren-Ford       | 80     | 1:40:09.626          | 1    | 9      |
| 2    | 4  | Patrick Depailler  | Tyrrell-Ford       | 80     | + 6.331              | 4    | 6      |
| 3    | 5  | Mario Andretti     | Lotus-Ford         | 80     | + 10.366             | 5    | 4      |
| 4    | 3  | Jody Scheckter     | Tyrrell-Ford       | 80     | + 19.745             | 7    | 3      |
| 5    | 12 | Jochen Mass        | McLaren-Ford       | 80     | + 41.811             | 11   | 2      |
| 6    | 2  | Clay Regazzoni     | Ferrari            | 80     | + 46.256             | 12   | 1      |
| 7    | 8  | José Carlos Pace   | Brabham-Alfa Romeo | 80     | + 46.472             | 10   |        |
| 8    | 1  | Niki Lauda         | Ferrari            | 80     | + 1:12.957           | 6    |        |
| 9    | 10 | Ronnie Peterson    | March-Ford         | 79     | + 1 volta            | 2    |        |
| 10   | 28 | John Watson        | Penske-Ford        | 79     | + 1 volta            | 14   |        |
| 11   | 16 | Tom Pryce          | Shadow-Ford        | 79     | + 1 volta            | 13   |        |
| 12   | 6  | Gunnar Nilsson     | Lotus-Ford         | 79     | + 1 volta            | 15   |        |
| 13   | 22 | Jacky Ickx         | Ensign-Ford        | 79     | + 1 volta            | 16   |        |
| 14   | 9  | Vittorio Brambilla | March-Ford         | 79     | + 1 volta            | 3    |        |
| 15   | 18 | Brett Lunger       | Surtees-Ford       | 78     | + 2 voltas           | 22   |        |
| 16   | 19 | Alan Jones         | Surtees-Ford       | 78     | + 2 voltas           | 20   |        |
| 17   | 7  | Larry Perkins      | Brabham-Alfa Romeo | 78     | + 2 voltas           | 19   |        |
| 18   | 17 | Jean-Pierre Jarier | Shadow-Ford        | 77     | + 3 voltas           | 18   |        |
| 19   | 38 | Henri Pescarolo    | Surtees-Ford       | 77     | + 3 voltas           | 21   |        |
| 20   | 25 | Guy Edwards        | Hesketh-Ford       | 75     | + 5 voltas           | 23   |        |
| Ret  | 26 | Jacques Laffite    | Ligier-Matra       | 43     | Pressão do óleo      | 9    |        |
| Ret  | 30 | Emerson Fittipaldi | Fittipaldi-Ford    | 41     | Exaustor             | 17   |        |
| Ret  | 34 | Hans-Joachim Stuck | March-Ford         | 36     | Handling             | 8    |        |
| Ret  | 20 | Arturo Merzario    | Wolf-Williams-Ford | 11     | Acidente             | 24   |        |
| DNS  | 24 | Harald Ertl        | Hesketh-Ford       |        | Acidente nos treinos |      |        |
| DNS  | 21 | Chris Amon         | Wolf-Williams-Ford |        | Acidente nos treinos |      |        |
| DNQ  | 39 | Otto Stuppacher    | Tyrrell-Ford       |        |                      |      |        |

## Tabela do campeonato após a corrida
| Pos. | Piloto            | Pontos |
| ---- | ----------------- | ------ |
| 1    | Niki Lauda        | 64     |
| 2    | James Hunt        | 56     |
| 3    | Jody Scheckter    | 43     |
| 4    | Patrick Depailler | 33     |
| 5    | Clay Regazzoni    | 29     |

| Pos. | Construtor   | Pontos  |
| ---- | ------------ | ------- |
| 1    | Ferrari      | 77      |
| 2    | McLaren-Ford | 61 (62) |
| 3    | Tyrrell-Ford | 59      |
| 4    | Ligier-Matra | 20      |
| 5    | Lotus-Ford   | 20      |

- Nota: Somente as primeiras cinco posições estão listadas. A temporada de 1976 foi dividida em dois blocos de oito corridas onde cada piloto descartaria um resultado. Neste ponto esclarecemos: na tabela dos construtores figurava somente o melhor colocado dentre os carros do mesmo time.